# Panika (zespół muzyczny)
Panika – polski zespół rockowy założony w Gdańsku w 2003 roku. Głównym inicjatorem projektu był Michał Wasilewski oraz muzycy nieistniejącej już gdańskiej grupy Crew, Jarosław Chęć i Krzysztof Baranowski.
Muzyka grupy stanowi eklektyczną mieszankę brzmień różnych gatunków muzycznych i trudno ją jednoznacznie zakwalifikować, jednak mieści się w szeroko rozumianych kanonach rocka.
Charakterystycznymi dla Paniki elementami są bogate i nietypowe (jak dla muzyki rockowej) aranżacje, używanie arpeggiatorów do brzmień syntetyzowanych oraz charakterystyczny wokal Wasilewskiego, śpiewającego również falsetem. Charakterystyczne są również teksty, pisane przez Wasilewskiego i Baranowskiego, melancholijno-neurotyczne lub ironiczno-prześmiewcze.
Zespół wydał do tej pory dwie płyty, różniące się stylem muzycznym.

## Muzycy

### Obecny skład
- Michał Wasilewski – śpiew, gitara, keyboard, produkcja muzyczna
- Krzysztof Baranowski – gitara basowa
- Michał Młyniec – perkusja

### Byli członkowie
- Jarosław Chęć - gitara
- Krzysztof Wasilewski - gitara

## Dyskografia

### Albumy studyjne
- Trylobit, Einstein, Pchła (2004)
- Dziewczyna i Diabeł (2007)

### Single
- Formalnie nam się przyśniło (2006)